# Артур Рінне
Артур Рінне (ест. Artur Rinne; 25 вересня 1910, Нарва — 31 січня 1984, Таллінн) — естонський оперний та естрадний співак, заслужений діяч мистецтв ЕРСР.

## Біографія
Артур Рінне народився 25 вересня 1910 року в Нарві в сім'ї машиніста паротяга в Нарвському депо. Матір Рінне займалася шиттям, рукоділлям, вела домашнє господарство. В Нарві пройшло дитинство майбутнього співака. Після переведення батька на роботу в Тапа Артур навчався в школі, співав у хорі, грав в оркестрі, а також підробляв поштарем.
В 1927 році Рінне стає студентом Талліннської консерваторії, через два роки — хористом, а ще через п'ять — солістом театру «Естонія». В 1945—1949 роках він працював стенографом в театрі «Ванемуйне».
В березні 1949 року він був депортований з Естонії до Сибіру, де провів сім років; в 1956 році він був реабілітований.
В 1960 році Артуру Рінне було присвоєно почесне звання «Заслужений діяч мистецтва Естонської РСР».
Помер 31 січня 1984 року в Таллінні.

## Творчий спадок
Артур Рінне залишив після себе велику творчу спадщину. Як оперний співак він відомий виконаням ролей Фігаро («Севільський цирюльник»), Тоніо («Паяци»), Папагено («Чарівна флейта»), Ріголетто («Ріголетто»). Також він створив телефільми «Вечір вальса», «День повний пісень», «Поет Георг Отс». Особиста дружба та творчий союз з Георгом Отсом зв'зували Рінне протягом багатьох років. Концертна діяльність артиста відображена на чотирьох довгограючих дисках. Крім того, Артур Рінне є автором книг «Коли я був маленьким», «Пісні и роки», «І зозуля прокує».